# ヘルソン州 (ロシア連邦)

ヘルソン州
ロシア語: Херсонская область

ヘルソン州（ヘルソンしゅう、ロシア語: Херсонская область）は、2022年9月にロシアがウクライナのヘルソン州（ウクライナ語: Херсонська область）の併合を一方的に宣言し、ロシアを構成する連邦構成主体として設置した州。

## 概要
2022年9月23日から27日にかけてヘルソン州を含むウクライナにおけるロシア連邦軍占領地域においてロシアへの併合の賛否を問う住民投票がウクライナ政府の承認を得ないまま強行された。その結果、いずれの地域でも賛成が8割から9割を超える圧倒的多数で併合が承認されたとする結果が発表され、9月29日にロシアのウラジーミル・プーチン大統領はヘルソン州を「独立国家」として承認する大統領令第686号「ヘルソン州の独立承認について」に署名、9月30日にはクレムリンで行われた式典でロシアへの併合を宣言し、即座に編入条約に調印した。これによりロシアはヘルソン州をザポリージャ州、ドネツィク州、ルハーンシク州と共に自国の一部と見做すこととなったが、ウクライナ並びに西側諸国は住民投票や併合宣言の有効性を認めていない。

## 歴史

### ロシアの占領
ロシア連邦軍は2022年3月初旬のヘルソンの戦いの後、ヘルソン州の大部分を占領した。2022年5月中旬、ヘルソン軍民政権（平和と秩序のための救済委員会）の指導部は、この地域をロシア連邦に「編入」させる意向を発表した。

### ロシアの戦争犯罪
ヒューマン・ライツ・ウォッチによると、ロシア軍はヘルソンの占領地でウクライナの民間人を拷問し、殺害し、誘拐したとされるが、ロシア政府系メディアであるスプートニクはこれを西側のプロパガンダとしている。このようにプーチン大統領は戦争の真実を伝えられると「西側のプロパガンダ」とみなすという。人権研究者によると、「ロシア軍は、ウクライナ南部の占領地域を恐怖と野蛮な無法の深淵に変えた」とする。殺害と拷問の目的は、ロシアが国際法に違反して領土を自国の領土であると主張する準備ができているため、ロシアの占領を受け入れるように地元住民を恐怖に陥れることであるとされる。

### 住民投票
ロシア中央選挙管理委員会の地域部門のヘルソン州占領当局が「住民投票の結果」として発表した数字によると、有権者の87.05%（497,051票）がロシア連邦への併合を支持した。多くの票が、武装した職員の戸別訪問により集められたとされ、独立したオブザーバーによって選挙は「偽物」であると説明されている。

### 併合

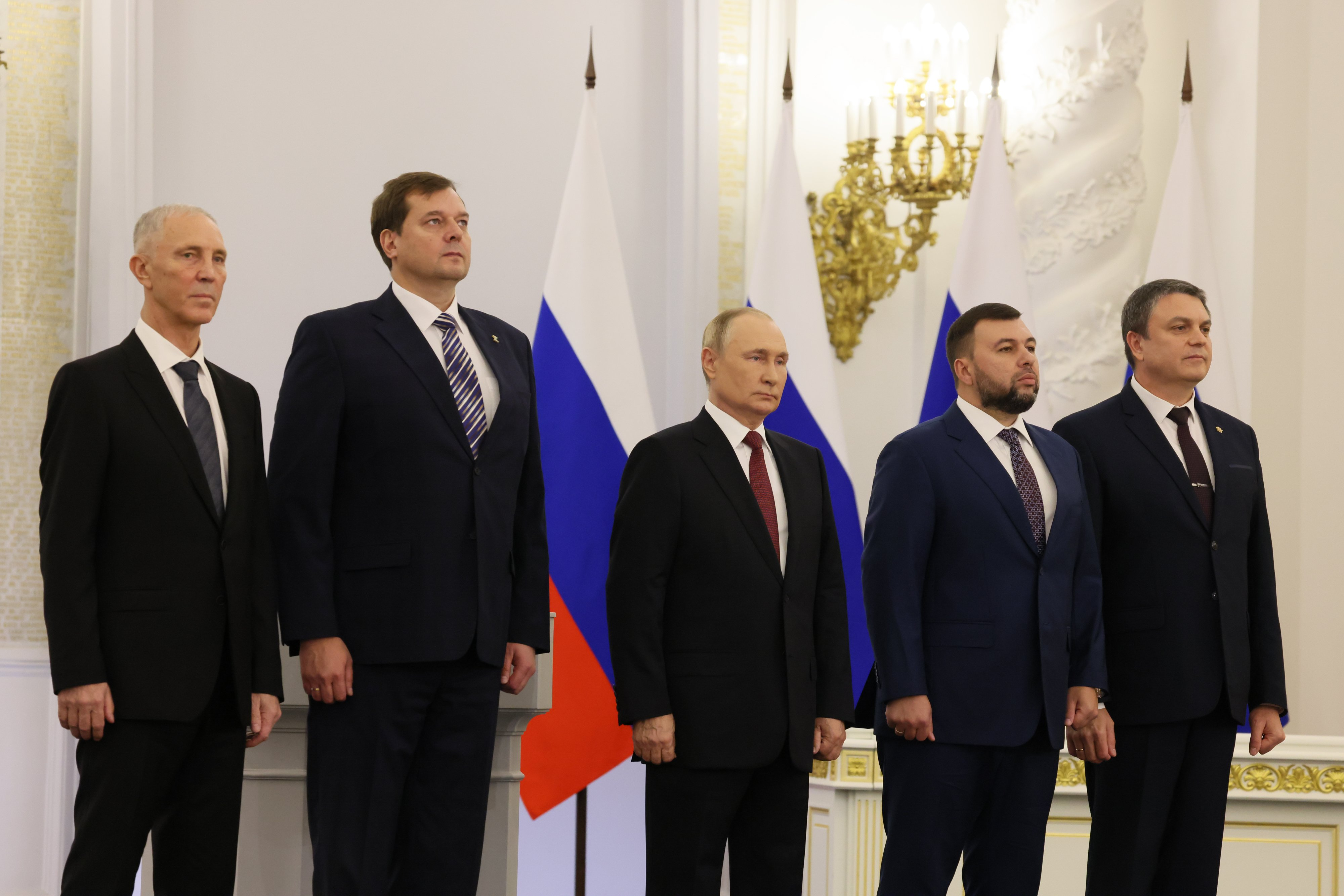
ウラジーミル・プーチンとの4つの地域の代表

ロシアが占領していたウクライナのヘルソン州は、9月30日にドネツク人民共和国、ルガンスク人民共和国、ザポリージャ州と共に併合された。
この併合は、加盟国（ロシアとウクライナの両方を含む）が国際連合憲章と国際法を遵守することが求められていることに基づいて、国際連合によって違法であると宣言された。国連憲章は、ある国による別の国による領土の併合は、他の国が有権者に対して武力 (特に武力) を使用して脅迫したり、併合を支持するように国民投票を不正に操作したりする場合、違法であるとしている。ロシアは脅迫的な軍隊として文書化されており（具体的には、併合を支持するために賛成票ではなく反対票を投じることを選択した場合、ウクライナ市民に対する殺害の脅迫が行われるなど）、このため、国連は結果を違法であると宣言し、すべての加盟国に承認しないよう求めた。
9月30日現在、併合を支持する声明を発表した政府はなく、国連の勧告は現在、世界のすべての国が従っている。実際、インドやガーナなどの国は、「併合」に反対する声明を発表している。

### ウクライナの反攻

2022年11月11日時点のヘルソン州の占領地域∶
占領されていないウクライナの領土
占領から解放されたウクライナの領土
ロシアの支配地域

10月27日、ウクライナ軍の攻撃がヘルソンに迫ったことで州政府当局はドニエプル川東岸への移転を発表した。11月1日、ウクライナ軍参謀本部は州政府当局が黒海に面したスカドフスクに移転したことを発表した。ロシアはドニエプル川沿岸地域の住民を強制避難させており、11月3日にはヘルソンの州庁舎からロシアの国旗が撤去され、中央広場にはウクライナの国旗が揚げられた。
11月9日、ロシアのウクライナ侵攻軍総司令官セルゲイ・スロヴィキンはヘルソンを含むドニエプル川西岸地域に展開するロシア軍部隊の撤退を上申し、国防相のセルゲイ・ショイグは撤退を承認した。これを受けてロシア軍は直ちに撤退を開始し、11日までに撤退が完了。ウクライナ軍はヘルソンを奪還した。11月12日、州当局はゲニチェスク海峡（ヘニチェスク海峡）に面したヘニチェスクを臨時州都に指定した。

## 政治
1. ウラジーミル・サルド（ロシア語版、英語版） - 州知事
2. セルゲイ・エリセーエフ（ロシア語版、英語版） - 軍民行政府長官（2022年11月まで）
3. アンドレイ・アレクセンコ（ロシア語版） - 軍民行政府長官→州政府議長（首相に相当、2022年11月から）、元ハリコフ州軍民行政府議長
4. キリル・ストレモウソフ（ロシア語版、英語版） - 州政府幹部、2022年11月9日に「交通事故」で死亡[22]。

## 地理
歴史的にノヴォロシアと呼ばれた地方である。ロシア統治下における最大都市はノヴァ・カホウカ、事実上の州都はヘニチェスクに置かれる。
名目上の州都であるヘルソンを含むドエニプロ川西岸はウクライナ実効支配下にあり、東岸が事実上の州域である。北でドニプロペトロウシク州に、東でザポロージェ州に、南にクリミア共和国と接する。
なお、ロシア領のヘルソン州にはミコラーイウ州に属するキンブルン半島の集落ヴァシリウカやスニフリフカ市を含む「スニフリフカ・ラヨン（地区）」（バシュタンカ・ラヨンとの合併により2020年に廃止されたウクライナの地区）も含まれている。

## 標準時
この地域は、モスクワ時間の標準時を使用している。時差はUTC+3で、夏時間はない。

## 主要都市
- ヘルソン（名目上の州都、放棄済み）
- ノヴァ・カホウカ
- ヘニチェスク（臨時州都）
- スカドフスク